# Rhodopetoma
Rhodopetoma is een geslacht van weekdieren uit de klasse van de Gastropoda (slakken).

## Soorten
- Rhodopetoma diaulax (Dall, 1908)
- Rhodopetoma erosa (Schrenck, 1862)
- Rhodopetoma renaudi (Arnold, 1903)